# Страхоцин (Нижньосілезьке воєводство)
Страхоцин (пол. Strachocin, нім. Schreckendorf) — село в Польщі, у гміні Строни-Шльонські Клодзького повіту Нижньосілезького воєводства.
Населення — 341 особа (2011).
У 1975-1998 роках село належало до Валбжиського воєводства.

## Демографія
Демографічна структура станом на 31 березня 2011 року:
|          | Загалом | Допрацездатний вік | Працездатний вік | Постпрацездатний вік |
| -------- | ------- | ------------------ | ---------------- | -------------------- |
| Чоловіки | 171     | 32                 | 125              | 14                   |
| Жінки    | 170     | 32                 | 103              | 35                   |
| Разом    | 341     | 64                 | 228              | 49                   |